# Eusynthemis deniseae
Eusynthemis deniseae là loài chuồn chuồn trong họ Synthemistidae. Loài này được Theischinger mô tả khoa học đầu tiên năm 1977.